# Attale (général)
Pour les articles homonymes, voir Attale.
Attale (en grec ancien Ἄτταλος) est un notable macédonien, proche de Philippe II de Macédoine et exerce de hautes responsabilités à ses côtés.

## Biographie
Il est né vers 390 av. J.-C.. Il est l’oncle d’Hippostratos fils d’Amyntas et de Cléopâtre. On ne connait pas sa carrière avant l’été 337 av. J.-C., où il apparait très influent à la cour. 
Il intrigue contre Olympias et Alexandre le Grand et parvient à faire épouser en 337 av. J.-C. sa nièce Cléopâtre au roi. Une dispute publique éclate lors d'un banquet entre Alexandre et Attale quand ce dernier proclame avec force qu'il considère les enfants à venir de cette union comme les seuls légitimes. Alexandre et sa mère doivent se réfugier provisoirement en Épire chez le frère d'Olympias Alexandre le Molosse.
Au printemps 336 av. J.-C., Attale est envoyé avec Parménion, dont il a épousé la fille, et Amyntas fils d'Arrhabaeus, en Asie Mineure afin de préparer l'expédition qu'envisage Philippe II contre Darius III. A la tête d’une armée de 10 000 hommes, ils avancent jusqu’à Magnésie du Méandre, mais les Macédoniens sont vaincus par Memnon de Rhodes.
Après l'assassinat de Philippe à l'été 336 av. J.-C., il tente de s'opposer à Alexandre en appuyant les droits au trône d'Amyntas IV, neveu et gendre du défunt, et surtout précédent roi de Macédoine. Il intrigue pour cela avec Athènes et en particulier Démosthène. Mais il tergiverse trop et donne le temps à Hécatée, tyran de Cardia, de débarquer en Asie mineure avec des troupes et de faire sa jonction avec Parménion. Il est alors assassiné sans que Parménion, rallié à Alexandre, intervienne en faveur de son gendre.